# Tecticornia australasica
Tecticornia australasica là loài thực vật có hoa thuộc họ Dền. Loài này được (Moq.) Paul G. Wilson miêu tả khoa học đầu tiên năm 1972.